# Dugesia izuensis
Dugesia izuensis és una espècie de triclàdide dugèsid que habita al Japó. Es tracta d'una espècie clarament diferent de la també japonesa D. japonica.
El Dr. Kōjirō Katō va publicar en japonès la primera descripció d'aquesta espècie l'any 1943. En aquesta publicació donava detalls de l'aparença externa de l'animal així com la descripció detallada de l'òrgan copulador. L'any 1950 Katō va publicar una redescripció en anglès.
D. izuensis es va descriure a partir d'espècimens collits d'un rierol al campus de l'Institut Mitsui de Biologia Marina.